# قات
قات (خات) (نام علمی: Catha edulis) گیاه گلداری است که بومی بخش گرمسیری شرق آفریقا و شبه جزیره عربستان می‌باشد. قات زدن به عمل مکیدن تدریجی شیره برگ گیاه قات که نوعی مخدر است گفته می‌شود. این گیاه دارای سابقه‌ای از کشت در منطقه هَرَر (در شرق امروزی اتیوپی) است و سپس در دوره‌های مختلف به کشورهای همجوار در شرق آفریقا و جنوب عربستان، به‌ویژه یمن، معرفی شده است. این گیاه توسط کشاورزان کشت می‌شود و برگ‌های آن برای استفاده به عنوان یک محرک تفننی در بازار به فروش می‌رسد. بزرگ‌ترین مصرف‌کنندگان این گیاه در جهان، مردم شرق آفریقا، به‌ویژه سومالیایی‌ها، و همچنین یمن هستند. بزرگ‌ترین تولیدکنندگان و صادرکنندگان آن نیز اتیوپی و کنیا می‌باشند.
قات (Khat) حاوی آلکالوئیدی به نام کاتینون (cathinone) است؛ ماده‌ای محرک که موجب افزایش معاشرت‌پذیری، هیجان، کاهش خفیف اشتها و احساس سرخوشی ملایم می‌شود. در میان جوامعی که این گیاه بومی آن‌هاست، جویدن قات سابقه‌ای تاریخی دارد و به‌عنوان یک رسم اجتماعی (به‌ویژه در میان مردان) شناخته می‌شود که به هزاران سال پیش بازمی‌گردد. این رسم مشابه—but کمی متفاوت با—مصرف برگ کوکا در کوه‌های آند در آمریکای جنوبی یا آماده‌سازی فوفل (بتل نات) در جنوب آسیا است.
قانونی بودن قات (Khat) در مناطق و کشورهای مختلف متفاوت است؛ در بسیاری از مناطق، قات ممکن است به عنوان یک گونه گیاهی «از زیر رادار» عبور کند (و در نتیجه، به طور خاص تحت کنترل قانونی نباشد)، اما با این حال، استفاده تفریحی از آن می‌تواند تحت قوانین کلی‌تر، غیرقانونی باشد. در بسیاری از مناطق، قات به شدت تحت کنترل است، اغلب در بالاترین سطح، از جمله در کشورهای استرالیا، کانادا، اتحادیه اروپا، هند، اردن، نیوزیلند، عربستان سعودی، امارات متحده عربی (UAE) و بریتانیا (UK). در ایالات متحده آمریکا (US) و ترکیه، گیاه کاتا ایدیولیس (Catha edulis) به خودی خود ممنوع نیست، اما مصرف و توزیع برگ‌های برداشت‌شده یا نگهداری آن‌ها برای استفاده تفریحی، غیرقانونی است. در امارات متحده عربی، مجازات نگهداری، استفاده یا توزیع قات می‌تواند شامل حبس ابد باشد. در مقابل، تولید، فروش و مصرف قات در کشورهایی که استفاده از آن ریشه فرهنگی دارد، کاملاً قانونی است—یا اصلاً در قوانین ذکر نشده است—از جمله در کشورهای جیبوتی، اتیوپی، کنیا، سومالی، سودان، اوگاندا و یمن. در اسرائیل، که جمعیتی از یهودیان یمنی را در خود جای داده، تنها مصرف برگ‌های تازه گیاه به صورت طبیعی مجاز است؛ «عصاره‌های قات» غیرقانونی هستند، چرا که در دهه ۲۰۰۰ به عنوان یک ماده مخدر خیابانی شناخته شده و مورد سوء‌استفاده گسترده قرار گرفتند.
قات از سال ۱۹۷۳ توسط سازمان جهانی بهداشت نوعی ماده مخدر محسوب شده و در بیشتر مناطق کشور اتیوپی به‌طور وسیع کشت می‌شود. برگ گیاه قات تا یک هفته در یخچال قابل نگهداری است و معمولاً به صورت تازه مصرف می‌شود، معتادان به قات برگ‌های این گیاه را درون دهان گذاشته و عصاره آن را به‌طور تدریجی می‌مکند.

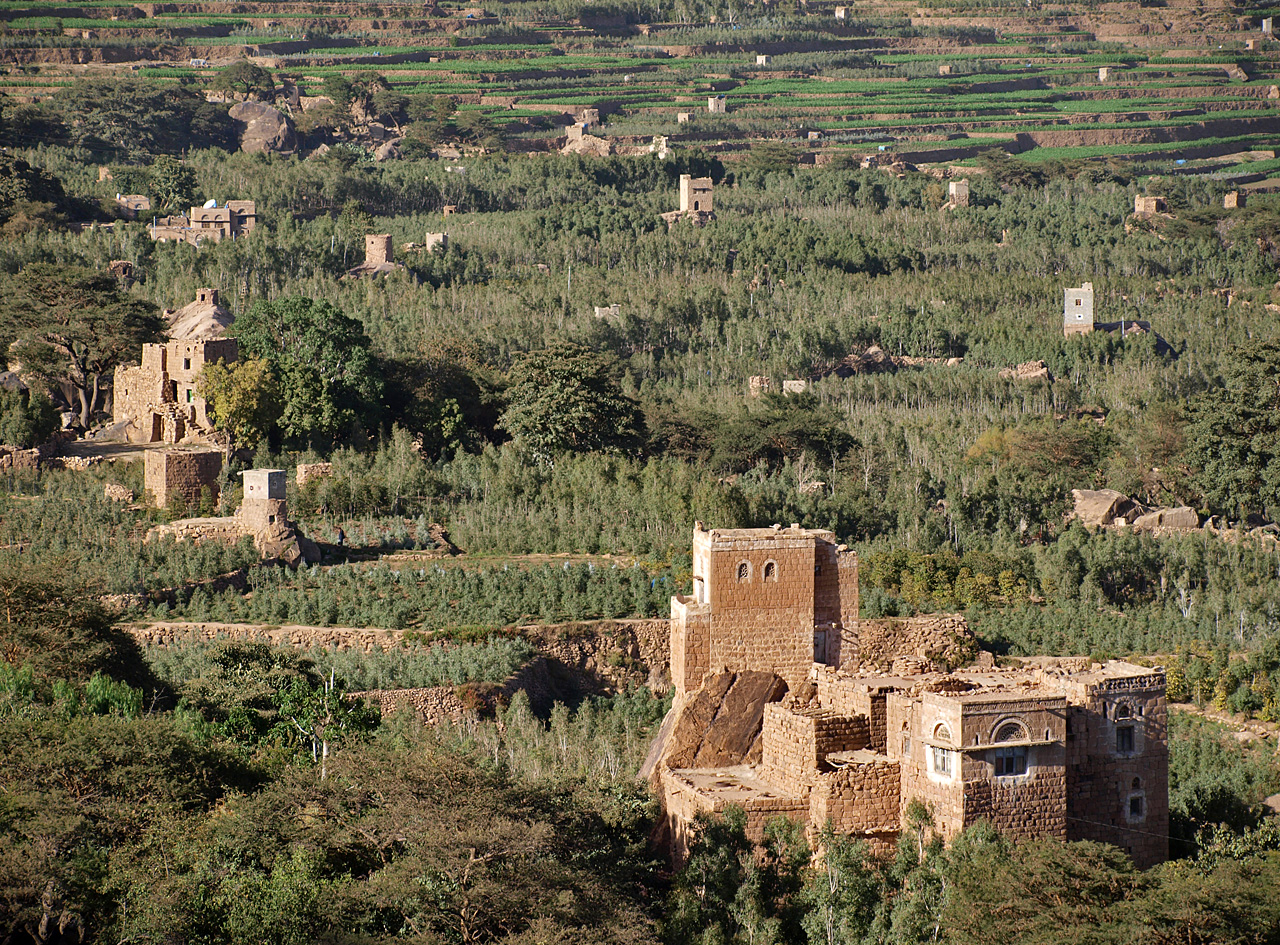
کشت قات در یمن

## ریشه نام
نام سرده‌ی Catha یک واژه‌ی لاتینی‌شده از نام عربی قات است که به‌طور معمول به صورت qāt رومی‌نویسی می‌شود. دیگر شکل‌های رومی‌نویسی‌شده شامل kat، quatt، qaad، qhat، ghat و chat هستند.
گیاه قات با نام‌های گوناگونی شناخته می‌شود؛ از جمله qat و gat در عربی یمنی، qaat و jaad در زبان سومالیایی، و chat در زبان‌های هاراری و آمهاری. همچنین در زبان اورومو به آن jimaa گفته می‌شود، در لوگاندا به آن mayirungi می‌گویند، و در زبان سواحیلی با نام‌های miraa و muguka شناخته می‌شود. در منطقه‌ی دریاچه‌های بزرگ آفریقا، جایی که گیاه Catha edulis در برخی نواحی کشت می‌شود، آن را با نام‌های miraa، muhulo، muguka و muirungi می‌شناسند.

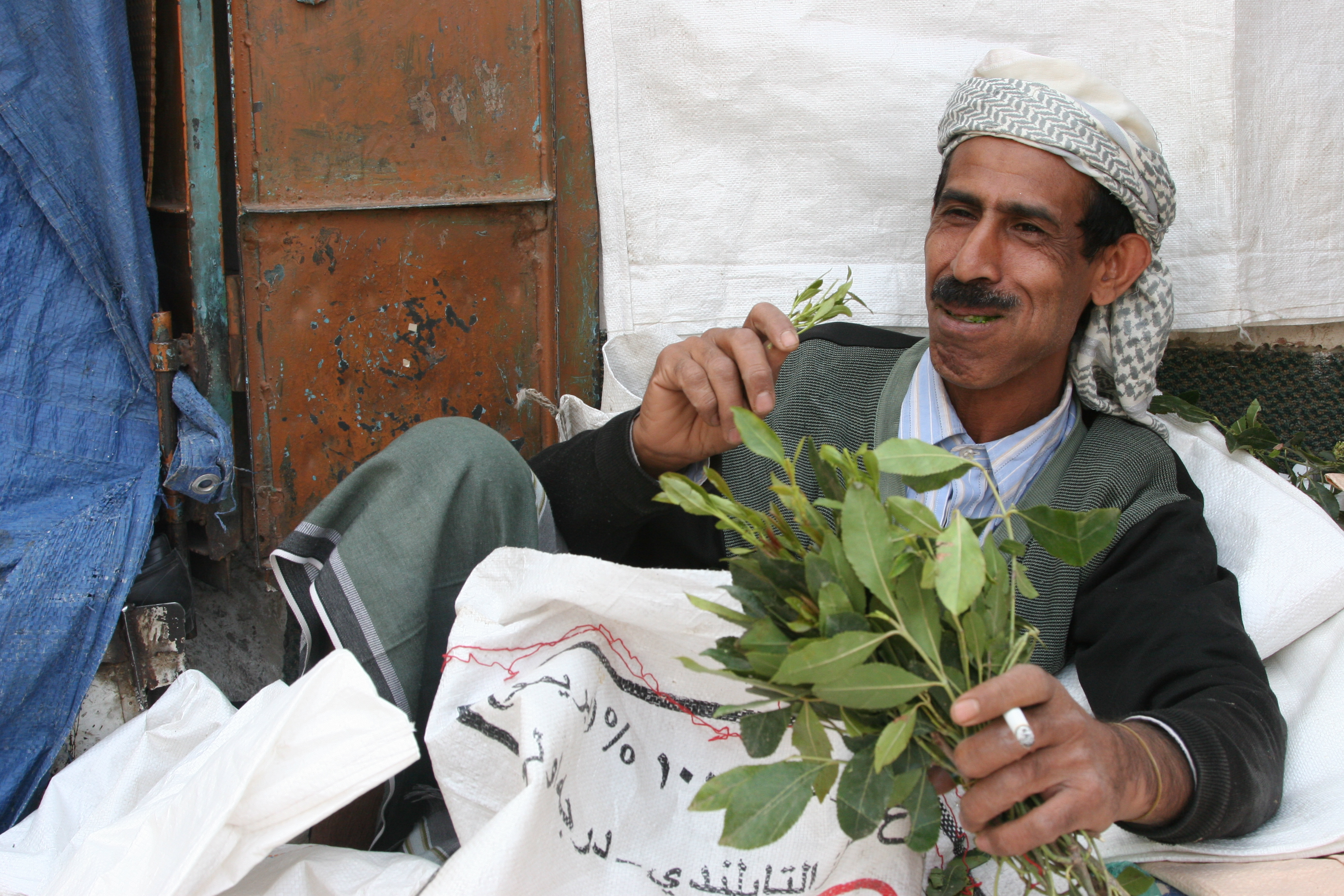
جویدن قات در شهر صنعا - یمن

این گیاه همچنین با نام‌های توصیفی گوناگونی شناخته می‌شود، از جمله چای حبشه، چای عربی، کفتا، جیما، و چای سومالی در نواحی بومی آن یعنی شاخ آفریقا و شبه‌جزیره عربستان. در آفریقای جنوبی، این گیاه با نام چای مرد بوش‌نشین (Bushman's tea) شناخته می‌شود. همچنین آن را با نام‌های درخت چات (chat tree) و گل بهشت (flower of paradise) نیز می‌شناسند.

## توضیحات قات
قات یک درختچه یا درخت کندرشد است که معمولاً به ارتفاعی بین ۱ تا ۵ متر (معادل ۳ فوت و ۳ اینچ تا ۱۶ فوت و ۵ اینچ) می‌رسد. با این حال، در مناطق استوایی ممکن است تا ۱۰ متر (حدود ۳۳ فوت) نیز رشد کند. این گیاه معمولاً در مناطق خشک رشد می‌کند و در دامنه دمایی بین ۵ تا ۳۵ درجه سانتی‌گراد (معادل ۴۱ تا ۹۵ درجه فارنهایت) رشد بهینه دارد. برگ‌های آن همیشه‌سبز هستند و اندازه‌ای بین ۵ تا ۱۰ سانتی‌متر (۲ تا ۴ اینچ) طول و ۱ تا ۴ سانتی‌متر (۰٫۳۹ تا ۱٫۶ اینچ) عرض دارند.
گیاه قات حدود هفت تا هشت سال زمان نیاز دارد تا به بیشترین ارتفاع خود برسد. به‌جز دسترسی به نور خورشید و آب، نگهداری از این گیاه نیاز به مراقبت زیادی ندارد. برای آبیاری مزارع قات، اغلب آب‌های زیرزمینی با استفاده از موتورهای دیزلی از چاه‌های عمیق پمپ می‌شود یا توسط تانکرهای آب‌رسان به محل آورده می‌شود. حدود یک ماه پیش از برداشت، گیاه به‌صورت سنگین آبیاری می‌شود تا برگ‌ها و ساقه‌ها نرم و مرطوب شوند.یک گیاه قات مرغوب می‌تواند تا چهار بار در سال برداشت شود و بدین ترتیب برای کشاورز، منبع درآمدی دائمی در طول سال فراهم می‌کند.
گل‌های این درختچه بر روی سیم‌های جانبی کوتاه (محورهای گل‌آذین فرعی) به طول ۴ تا ۸ سانتی‌متر (معادل ۱٫۶ تا ۳٫۱ اینچ) رشد می‌کنند. هر گل کوچک بوده و دارای پنج گلبرگ سفید است.
میوه‌ی قات از نوع سامارا است و به شکل کپسولی دراز با سه دریچه می‌باشد که درون آن یک تا سه دانه قرار دارد.

## کشت ، رشت و مصرف قات
قات برای قرن‌ها در شاخ آفریقا و شبه‌جزیره عربستان به‌عنوان محرک کشت می‌شده است. در این مناطق، جویدن قات قدمتی بیشتر از مصرف قهوه دارد و در زمینه‌های اجتماعی مشابهی استفاده می‌شود. برای دستیابی به حالتی از سرخوشی و تحریک ذهنی، برگ‌ها و سرشاخه‌های تازه‌ی قات جویده می‌شوند و گاهی نیز به شکل خشک‌شده و به‌صورت چای مصرف می‌گردند. برگ‌ها یا بخش نرم ساقه را می‌توان همراه با آدامس یا بادام‌زمینی سرخ‌شده جوید تا عمل جویدن آسان‌تر شود. در یمن رسم است برای رفع تلخ قات در حال جوییدن پپسی بنوشند. به‌طور سنتی، قات به‌عنوان ماده‌ای اجتماعی‌ساز مصرف می‌شود، مانند آنچه در یمن دیده می‌شود؛ جایی که جوییدن قات عمدتاً عادت مردان است و همراه با گفت‌وگو، قلیان کشیدن و نوشیدن چای انجام می‌گیرد. در یمن، قات چنان محبوب است که بخش زیادی از منابع کشاورزی کشور صرف کشت آن می‌شود. برآورد شده است که حدود ۴۰٪ از منابع آبی یمن برای آبیاری مزارع قات مصرف می‌شود، و تولید آن سالانه حدود ۱۰ تا ۱۵ درصد افزایش می‌یابد. برای تولید یک "بسته روزانه" قات، حدود ۵۰۰ لیتر (معادل ۱۳۰ گالن آمریکایی) آب لازم است. این میزان مصرف بالای آب باعث شده است که سطح آب‌های زیرزمینی در حوزه صنعا به‌شدت کاهش یابد. از همین رو، مقامات دولتی پیشنهاد داده‌اند که بخش زیادی از جمعیت صنعا به سواحل دریای سرخ منتقل شوند.
یکی از دلایل اصلی کشت گسترده‌ی قات در یمن، درآمد بالایی است که برای کشاورزان به همراه دارد. برخی مطالعات انجام‌شده در سال ۲۰۰۱ برآورد کرده‌اند که درآمد حاصل از کشت قات حدود ۲٫۵ میلیون ریال یمنی به ازای هر هکتار بوده، در حالی که کشت میوه‌ها تنها ۰٫۵۷ میلیون ریال به ازای هر هکتار درآمد داشته است. بین سال‌های ۱۹۷۰ تا ۲۰۰۰، سطح زیر کشت قات از حدود ۸٬۰۰۰ هکتار به ۱۰۳٬۰۰۰ هکتار افزایش یافته است.  بر اساس برآورد بانک جهانی در سال ۲۰۰۰، قات حدود ۳۰٪ از اقتصاد یمن را تشکیل می‌داده است.
در سال‌های اخیر، به‌ویژه در سال ۲۰۱۹، گزارش‌هایی منتشر شده که نشان می‌دهد سربازان کودک در یمن برای بیدار ماندن و حفظ هوشیاری در میدان نبرد اقدام به جوییدن قات می‌کنند.
برای بسیاری از مردم یمن، جویدن قات راهی است برای تحمل گرمای سوزان یمن، فقر، شورش‌ها، حملات تروریستی، قطع برق، فتواهای دینی و آشفتگی‌های سیاسی. در ابتدا، قات آرامش‌بخش به نظر می‌رسد، اما خیلی زود ویژگی‌های محرک آن ظاهر می‌شود و ناگهان مردانی که برگ‌ها گونه‌هایشان را برآمده کرده‌اند – همچون ماهی‌های پف‌کرده‌ی عصبی – وارد سیلابی از سخن می‌شوند؛ پر از نظر و تحلیل، با درک تیز و بی‌قراری از جهان، درکی که در ساعات بدون قات، از دسترس‌شان خارج است.
از نظر سلامت، امروزه مشخص شده است که جویدن قات با بروز بیماری‌های قلبی‌عروقی و سرطان‌های دستگاه گوارش فوقانی، از جمله سرطان دهان و گلو، مرتبط است. همچنین قات می‌تواند منجر به اختلالات جنسی شود، که این موضوع در تضاد آشکار با یکی از اثرات ادعایی آن یعنی افزایش میل جنسی است.
مصرف قات توسط زنان در یمن کمتر رسمی و کمتر رایج است. پژوهشگران برآورد می‌کنند که حدود ۷۰ تا ۸۰ درصد یمنی‌های بین ۱۶ تا ۵۰ سال، دست‌کم گاهی اوقات قات می‌جوند. تقریباً ۶۰ تا ۹۰ درصد مردان و ۳۵ درصد زنان یمنی به‌طور روزانه قات مصرف می‌کنند. پیش از اتحاد یمن در سال ۱۹۹۰، مصرف قات عمدتاً به نواحی کوهستانی شمال‌غرب کشور — جایی که قات رشد می‌کند — محدود بود. برآورد می‌شود که یمنی‌ها روزانه حدود ۱۴.۶ میلیون ساعت-نفر را صرف جویدن قات می‌کنند. همچنین پژوهشگران تخمین زده‌اند که خانواده‌ها حدود ۱۷ درصد از درآمد خود را صرف خرید قات می‌کنند.

## دارو شناسایی قات

S-Cathinone

اثر محرک گیاه در ابتدا به «کاتین» (کاتینین)، یک ماده از نوع فِن‌اتیل‌آمین که از گیاه استخراج شده بود، نسبت داده می‌شد. با این حال، این نسبت‌دهی با گزارش‌هایی مورد تردید قرار گرفت که نشان می‌داد عصاره برگ‌های تازه گیاه حاوی ماده‌ای است که از نظر تأثیرات رفتاری فعال‌تر از کاتینین است. در سال ۱۹۷۵، آلکالوئید مرتبطی به نام کاتینون (Cathinone) جداسازی شد و در سال ۱۹۷۸، ساختار فضایی دقیق آن به صورت (S)-2-Amino-1-phenylpropan-1-one تعیین گردید. کاتینون ماده‌ای ناپایدار است و به‌راحتی تجزیه می‌شود و به کاتینین و نورافدرین تبدیل می‌گردد. این مواد شیمیایی به خانواده PPA (فنیل‌پروپانول‌آمین) تعلق دارند که زیرمجموعه‌ای از فِن‌اتیل‌آمین‌ها هستند و با آمفتامین‌ها و کاتکول‌آمین‌هایی مانند اپی‌نفرین و نوراپی‌نفرین ارتباط دارند. در واقع، کاتینون و کاتینین ساختار مولکولی بسیار مشابهی با آمفتامین دارند. قات گاهی با مت‌کاتینون (که با نام «کت» نیز شناخته می‌شود) اشتباه گرفته می‌شود. مت‌کاتینون یک ماده رده‌بندی‌شده در فهرست مواد کنترل‌شده (Schedule I) است که ساختار شیمیایی مشابهی با ترکیب فعال کاتینون در گیاه قات دارد. با این حال، هم عوارض جانبی و هم ویژگی‌های اعتیادآور مت‌کاتینون به‌مراتب شدیدتر از مصرف قات است.
زمانی که برگ‌های قات جویده می‌شوند، کاتین و کاتینون آزاد شده و از طریق غشای مخاطی دهان و همچنین دیواره معده جذب می‌شوند. اثر کاتین و کاتینون بر بازجذب اپی‌نفرین و نوراپی‌نفرین در حیوانات آزمایشگاهی نشان داده شده است، به‌طوری‌که یکی یا هر دوی این مواد باعث می‌شوند بدن این انتقال‌دهنده‌های عصبی را با سرعت کمتری بازیافت کند. نتیجه این فرآیند، بیداری و بی‌خوابی است که معمولاً با مصرف قات همراه است.
گیرنده‌های سروتونین تمایل بالایی به اتصال با کاتینون دارند، که این موضوع نشان می‌دهد این ماده شیمیایی احتمالاً مسئول ایجاد احساس سرخوشی ناشی از جویدن قات است. در موش‌ها، کاتینون موجب بروز رفتارهایی مانند راه رفتن عصبی و خاراندن مکرر می‌شود؛ رفتارهایی که مشابه تأثیرات آمفتامین‌ها هستند. اثرات کاتینون حدود ۱۵ تا ۳۰ دقیقه پس از مصرف به اوج می‌رسند، و تقریباً ۹۸٪ از این ماده توسط کبد به نورافدرین متابولیزه می‌شود.

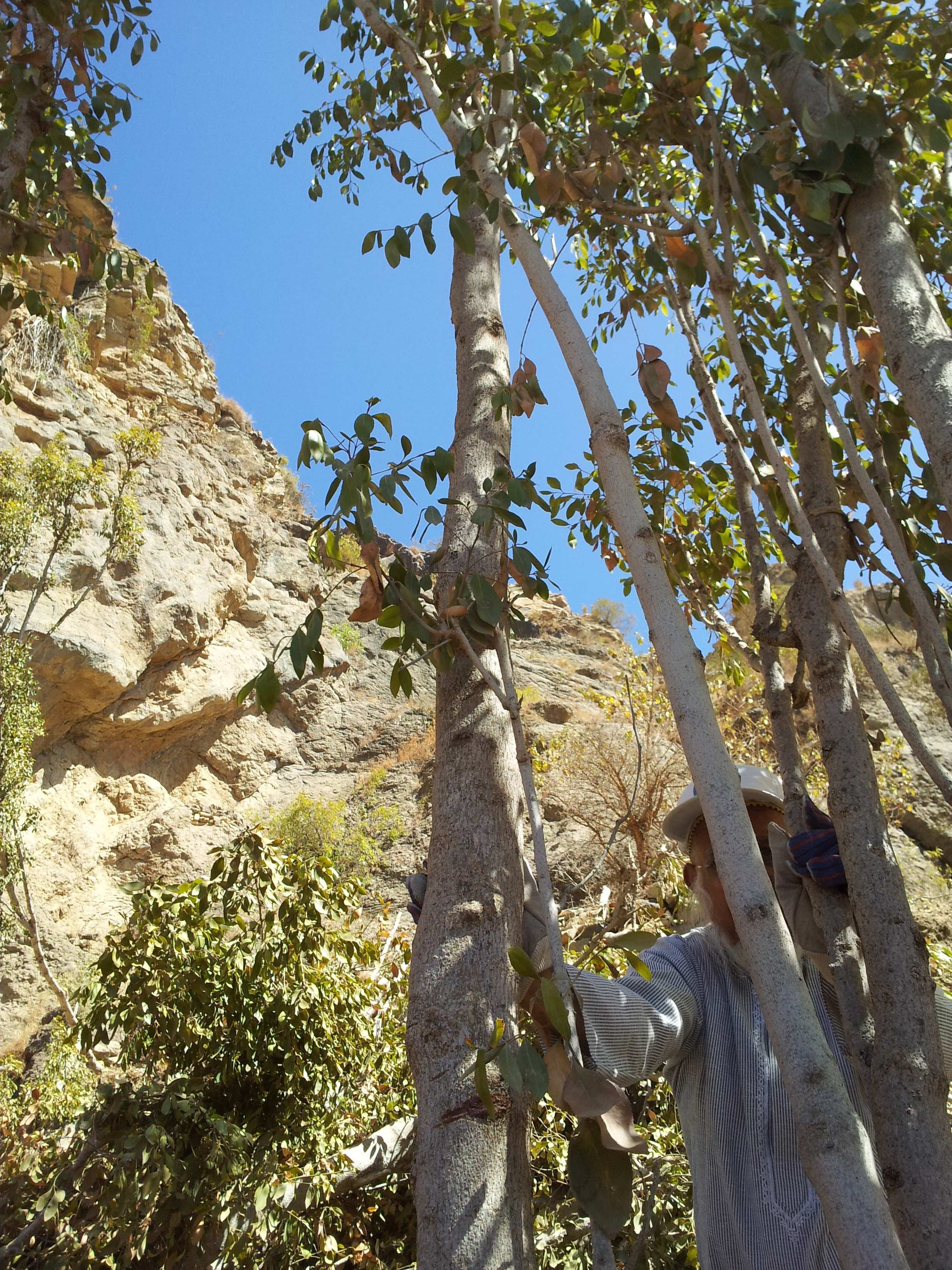
قات یمنی

## تأثیر
تأثیرات آنی
- هوشیاری[۳۵]
- برانگیختگی[۳۵]: 5
- تمرکز[۳۵]: 7 [۳۶]
- اعتماد به نفس[۳۵]: 6
- یبوست[۳۵]: 9
- گشاد شدن مردمک
- حس سرخوشی[۳۷]
- احساس صمیمیت با بقیه[۳۵]: 7
- بالا رفتن فشار خون[۳۷][۳۵]: 6
- تپش قلب[۳۷][۳۵]: 5
- بی خوابی[۳۵]: 7

تأثیرات در مصرف طولانی مدت
- افسردگی[۳۵][۳۸]
- افزایش خطر حمله قلبی[۳۵][۳۹]
- سرطان دهان[۴۰][۴۱]
- کاهش وزن